# Maharanga squamulifera
Maharanga squamulifera är en strävbladig växtart som beskrevs av H. Riedl. Maharanga squamulifera ingår i släktet Maharanga och familjen strävbladiga växter. Inga underarter finns listade i Catalogue of Life.